# Elecciones generales de Liechtenstein de 2021
Las elecciones parlamentarias de Liechtenstein de 2021 se llevaron a cabo el 7 de febrero de 2021 con el fin de renovar los 25 miembros del Landtag.La Unión Patriótica (VU) y el Partido Cívico Progresista (FBP) ganaron diez escaños, con el VU recibiendo solo 42 votos más que el FBP. Los Independientes (DU), que terminaron terceros en las elecciones de 2017 pero luego sufrieron una división en 2018 cuando tres de sus cinco diputados se separaron para formar Demócratas por Liechtenstein (DpL), no lograron ganar un escaño, mientras que el DpL ganó dos. La Lista Libre conservó sus tres escaños, convirtiéndose en el tercer partido más grande en el Landtag.

## Sistema electoral
Los 25 miembros del Landtag de Liechtenstein son elegidos por representación proporcional de lista abierta con dos distritos electorales, Oberland con 15 escaños y Unterland con 10 escaños. El umbral electoral es del 8%.

## Campaña
La elección fue vista como una carrera de dos caballos.  Solo hubo diferencias marginales de planteamientos entre la Unión Patriótica y el Partido Cívico Progresista.
Los analistas esperaban que Los Independientes, que había recibido el 18,4% de los votos en 2017, tuviera un mal desempeño en las elecciones de 2021, tal vez sin alcanzar el umbral electoral. Se esperaba que los Demócratas por Liechtenstein lograran mejores resultados, tal vez hasta un 20%.
La campaña electoral en gran medida no estuvo regulada y se llevó a cabo a través de las redes sociales, los periódicos y los medios de difusión. Todas las partes pudieron publicar un video oficial de campaña en los sitios web de los dos principales periódicos del país. Las elecciones son las primeras que se llevan a cabo bajo la Ley de Pago de Contribuciones a los Partidos Políticos de 2019 que limitó el financiamiento público a los partidos políticos registrados, prohibió las grandes donaciones anónimas y requirió la publicación de cuentas por parte de los partidos.

## Resultados
La Unión Patriótica (VU) y el Partido Cívico Progresista (FBP) obtuvieron diez escaños, y la VU recibió solo 23 votos más que el FBP. Los Independientes, que terminaron terceros en las elecciones de 2017 pero luego sufrieron una división en 2018 cuando tres de sus cinco diputados se separaron para formar el partido Demócratas por Liechtenstein (DpL), no consiguieron un escaño, mientras que DpL ganó dos. La Lista Libre conservó sus tres escaños, convirtiéndose en el tercer mayor partido en el parlamento.
Se emitieron un total de 15.901 votos de un electorado de 20.384, con la gran mayoría (97,3%) emitidos por correo. Los medios locales describieron los resultados como algunos de los más emocionantes de la historia reciente.
|  | 35.89 % |

|  | 35.87 % |

|  | 12.87 % |

|  | 11.14 % |

|  | 4.24 % |

|  | 96.21 % |

|  | 3.79 % |

|  | 100.00 % |

|  | 78.01 % |

## Consecuencias
Después de las elecciones, la VU y el FBP formaron un gobierno de coalición presidido por Daniel Risch.